# The Very Best of Kiss
The Very Best of Kiss es un álbum de la banda de Hard rock estadounidense Kiss, las mejores 21 grandes éxitos, Lanzado en el 2002, con versiones originales.

## Lista de canciones
1. "Strutter" (Paul Stanley, Gene Simmons) – 3:13
  - Lead vocals: Paul Stanley
  - Originally from Kiss
2. "Deuce" (Simmons) – 3:06
  - Lead vocals: Gene Simmons
  - Originally from Kiss
3. "Got to Choose" (Stanley) – 3:56
  - Lead vocals: Paul Stanley
  - Originally from Hotter Than Hell
4. "Hotter Than Hell" (Stanley) – 3:31
  - Lead vocals: Paul Stanley
  - Originally from Hotter Than Hell
5. "C'mon And Love Me" (Stanley) – 2:59
  - Lead vocals: Paul Stanley
  - Originally from Dressed to Kill
6. "Rock and Roll All Nite" (Stanley, Simmons) (Live) – 4:04
  - Lead vocals: Gene Simmons
  - Originally from Dressed To Kill!
7. "Detroit Rock City (Remix)" (Stanley, Bob Ezrin) – 3:39
  - Lead vocals: Paul Stanley
  - Originally from Destroyer
8. "Shout It Out Loud" (Stanley, Simmons, Ezrin) – 2:50
  - Lead vocals: Paul Stanley & Gene Simmons
  - Originally from Destroyer
9. "Beth" (Peter Criss, Ezrin, Stan Penridge) – 2:48
  - Lead vocals: Peter Criss
  - Originally from Destroyer
10. "I Want You" (Stanley) – 3:06
  - Lead vocals: Paul Stanley
  - Originally from Rock and Roll Over
11. "Calling Dr. Love" (Simmons) – 3:46
  - Lead vocals: Gene Simmons
  - Originally from Rock and Roll Over
12. "Hard Luck Woman" (Stanley) – 3:34
  - Lead vocals: Peter Criss
  - Originally from Rock and Roll Over
13. "I Stole Your Love" (Stanley) – 3:05
  - Lead vocals: Paul Stanley
  - Originally from Love Gun
14. "Christine Sixteen" (Simmons) – 3:14
  - Lead vocals: Gene Simmons
  - Originally from Love Gun
15. "Love Gun" (Stanley) – 3:18
  - Lead vocals: Paul Stanley
  - Originally from Love Gun
16. "New York Groove" (Russ Ballard) – 3:03
  - Lead vocals: Ace Frehley
  - Originally from Ace Frehley
17. "I Was Made for Lovin' You" (Stanley, Desmond Child, Vini Poncia) – 4:31
  - Lead vocals: Paul Stanley
  - Originally from Dynasty
18. "I Love It Loud" (Vinnie Vincent, Simmons) – 4:17
  - Lead vocals: Gene Simmons
  - Originally from Creatures of the Night
19. "Lick It Up" (Vincent, Stanley) – 3:58
  - Lead vocals: Paul Stanley
  - Originally from Lick It Up
20. "Forever" (Stanley, Michael Bolton) – 3:52
  - Lead vocals: Paul Stanley
  - Originally from Hot in the Shade
21. "God Gave Rock 'n' Roll to You II" (Stanley, Simmons, Ezrin, Ballard) – 5:19
  - Lead vocals: Paul Stanley & Gene Simmons
  - Originally from Revengel

- Datos: Q1766859